# Fredrik Bergqvist
Pour les articles homonymes, voir Bergqvist.
Fredrik Bergqvist (né le 28 février 1973 à Sollefteå en Suède) est un joueur professionnel suédois de hockey sur glace.

## Biographie

### Carrière en club
Formé au Kramfors-Alliansen, il commence en senior avec le MODO hockey en Elitserien en 1990. Il ne joue que deux matchs en élite et passe le reste du temps avec l'équipe moins de 18 ans. Avec cette dernière, il remporte le titre de champion de Suède en battant Djurgårdens 6-3 en finale. Il évolue alors aux côtés de Peter Forsberg, Hans Jonsson, Magnus Wernblom, Andreas Salomonsson ou encore Markus Näslund.
Après une saison au IF Troja-Ljungby, il rejoint le club de l'IF Björklöven en 1996. En 2001, il part à Amiens en première division française pendant deux saisons puis intègre l'effectif du Skellefteå AIK. Il met un terme à sa carrière professionnelle en 2007.

### Carrière internationale
Il a représenté la Suède en sélection jeune.

## Statistiques

### En club
| Saison    | Équipe           | Ligue       |    | Saison régulière | Saison régulière | Saison régulière | Saison régulière | Saison régulière |    | Séries éliminatoires | Séries éliminatoires | Séries éliminatoires | Séries éliminatoires | Séries éliminatoires |
| Saison    | Équipe           | Ligue       | PJ | B                | A                | Pts              | Pun              | PJ               | B  | A                    | Pts                  | Pun                  |                      |                      |
| 1990-1991 | MODO hockey      | Elitserien  | 2  | 0                | 0                | 0                | 0                |                  |    |                      |                      |                      |                      |                      |
| 1991-1992 | MODO hockey      | Elitserien  | 15 | 0                | 2                | 2                | 4                |                  |    |                      |                      |                      |                      |                      |
| 1992-1993 | MODO hockey      | Elitserien  | 25 | 0                | 0                | 0                | 4                |                  |    |                      |                      |                      |                      |                      |
| 1993-1994 | MODO hockey      | Elitserien  | 33 | 1                | 3                | 4                | 4                |                  |    |                      |                      |                      |                      |                      |
| 1994-1995 | MODO hockey      | Elitserien  | 29 | 4                | 2                | 6                | 18               | --               | -- | --                   | --                   | --                   |                      |                      |
| 1995-1996 | IF Troja-Ljungby | Division 1  | 36 | 6                | 9                | 15               | 24               | 10               | 3  | 1                    | 4                    | 8                    |                      |                      |
| 1996-1997 | IF Björklöven    | Division 1  | 30 | 5                | 8                | 13               | 40               | 10               | 1  | 3                    | 4                    | 8                    |                      |                      |
| 1997-1998 | IF Björklöven    | Division 1  | 31 | 4                | 11               | 15               | 44               | 14               | 1  | 2                    | 3                    | 6                    |                      |                      |
| 1998-1999 | IF Björklöven    | Elitserien  | 47 | 3                | 7                | 10               | 36               | --               | -- | --                   | --                   | --                   |                      |                      |
| 2000-2001 | IF Björklöven    | Elitserien  | 32 | 2                | 4                | 6                | 10               | --               | -- | --                   | --                   | --                   |                      |                      |
| 2001-2002 | Amiens           | Élite       | 36 | 11               | 18               | 29               |                  |                  |    |                      |                      |                      |                      |                      |
| 2002-2003 | Amiens           | Super 16    | 35 | 6                | 19               | 25               | 10               |                  |    |                      |                      |                      |                      |                      |
| 2003-2004 | Skellefteå AIK   | Allsvenskan | 36 | 1                | 4                | 5                | 16               |                  |    |                      |                      |                      |                      |                      |
| 2004-2005 | Skellefteå AIK   | Allsvenskan | 39 | 2                | 7                | 9                | 26               |                  |    |                      |                      |                      |                      |                      |
| 2005-2006 | Skellefteå AIK   | Allsvenskan | 38 | 8                | 6                | 14               | 36               |                  |    |                      |                      |                      |                      |                      |
| 2006-2007 | Skellefteå AIK   | Elitserien  | 36 | 0                | 3                | 3                | 20               |                  |    |                      |                      |                      |                      |                      |
| 2007-2008 | SK Lejon         | Division 2  | 11 | 4                | 13               | 17               | 10               | -                | -  | -                    | -                    | -                    |                      |                      |
| 2008-2009 | SK Lejon         | Division 2  | 12 | 9                | 16               | 25               | 8                | -                | -  | -                    | -                    | -                    |                      |                      |

### En équipe nationale
| Année | Équipe    | Compétition |   | PJ | B | A | Pts | Pun       |  | Résultats |
| 1991  | Suède Jr. | CE Jr.      | 6 | 0  |   |   |     | Quatrième |  |           |